# Emil Christian Hansen
 Der er flere personer med dette navn, se Christian Hansen.
Emil Christian Hansen (8. maj 1842 i Ribe – 27. august 1909 i Hornbæk) var en dansk ekspert i gæringsfysiologi i forbindelse med ølbrygning, især gæreprocessen.

## Karriere
Han voksede op i Ribe, Nederdammen i beskedne kår og var bl.a. malersvend, før han begyndte sine studier i København. Her fik han i 1876 tildelt Københavns Universitets guldmedalje for en artikel om svampe.
Emil Christian Hansen blev i 1877 ansat på Carlsberg Laboratorium i Valby og gjorde her en meget vigtig opdagelse, nemlig at gær består af forskellige former for fungi, og at gær kan kultiveres. Han isolerede gærcellen og kombinerede den med en sukkeropløsning, hvorefter han producerede rent gær, den såkaldte rendyrkning.
Gæren blev kendt som Saccharomyces carlsbergensis og anvendes til fremstilling af pilsnerøl ikke blot på Carlsberg, men på mange bryggerier verden over.
I 1879 fik Emil Christian Hansen antaget en doktorafhandling ved Københavns Universitet: Organismer i Øl og Ølurt, hvor han beskrev de ustyrlige og de kontrollerbar svampe (vildgær og kulturgær). Han fik siden flere udmærkelser i ind- og udland, bl.a. af den kendte biolog Louis Pasteur i Paris. Samme år blev han ansat som chef for Carlsberg Laboratoriets fysiologiske afdeling.
Han blev medlem af Videnskabernes Selskab 1890, titulær professor 1892, Ridder af Dannebrog 1889 og Kommandør af 2. grad 1908. Han var æresmedlem af mange udenlandske
selskaber og institutter og æresdoktor ved universiteterne i Uppsala (1907) og Genève (1909) samt ved Teknisk Højskole i Wien (1908).

## Gengivelser
Han er portrætteret på malerier af Otto Haslund 1897 (Carlsberg Laboratorium, skitse i Frederiksborgmuseet) og P.S. Krøyer 1904. Portrætteret på sidstnævntes maleri fra Videnskabernes Selskab 1897 (Videnskabernes Selskab). Medaljon af Ludvig Brandstrup 1902 (Frederiksborgmuseet). Buster af Peder Bentsen-Pedersen 1910 (Frederiksborgmuseet) og af Nicolai Schmidt efter tegning af Vilhelm Dahlerup i Elefantgården, Ny Carlsberg, 1900. Portrætmedaljon på mindesmærke af Svend Sinding og Carl Brummer ved Carlsberg Laboratorium. Xylografi fra F. Hendriksen 1896. Mindesmærke Gærpigen af Anders Bundgaard i Ribe 1924. Mindetavle på fødehuset sst.